# Literaturjahr 1976
Liste der Literaturjahre

◄◄ | ◄ | 1972 | 1973 | 1974 | 1975 | Literaturjahr 1976 | 1977 | 1978 | 1979 | 1980 | ► | ►►

Weitere Ereignisse

## Ereignisse
- 5. März: Im indischen Kalkutta findet erstmals die Kolkata Book Fair, die Internationale Buchmesse Kolkatas, statt.

### Literaturpreise
- Nobelpreis für Literatur: Saul Bellow

- Nebula Award

- Frederik Pohl, Man Plus, Mensch+ auch: Der Plus-Mensch, Kategorie: Bester Roman
- James Tiptree, Jr., Houston, Houston, Do You Read?, Houston, Houston, bitte melden!, Kategorie: Bester Kurzroman
- Isaac Asimov, The Bicentennial Man, Der Zweihundertjährige, Kategorie: Beste Erzählung
- Charles L. Grant, A Crowd of Shadows, Tödliche Schatten, Kategorie: Beste Kurzgeschichte

- Hugo Award

- Joe Haldeman, The Forever War, Der Ewige Krieg, Kategorie: Bester Roman
- Roger Zelazny, Home Is the Hangman, Der Henker ist heimgekehrt auch: Daheim ist der Henker, Kategorie: Bester Kurzroman
- Larry Niven, The Borderland of Sol, Das Grenzland von Sol auch: Im Grenzland der Sonne, Kategorie: Beste Erzählung
- Fritz Leiber, Catch That Zeppelin!, Versäum nicht den Zeppelin!, Kategorie: Beste Kurzgeschichte

- Locus Award

- Joe Haldeman, The Forever War, Der Ewige Krieg, Kategorie: Bester Roman
- Lisa Tuttle & George R. R. Martin, The Storms of Windhaven, Sturm über Windhaven, Kategorie: Bester Kurzroman
- Ursula K. Le Guin, The New Atlantis, Beste Erzählung
- Ursula K. Le Guin, The Day Before the Revolution, Kategorie: Beste Kurzgeschichte
- Ursula K. Le Guin, The Wind's Twelve Quarters, Kategorie: Beste Sammlung
- Roger Elwood & Robert Silverberg, Epoch, Kategorie: Beste Anthologie

## Neuerscheinungen
- Caius in der Klemme – Henry Winterfeld
- Dorothea Merz – Tankred Dorst
- Die Geschichte von Babar, dem kleinen Elefanten – Jean de Brunhoff
- Großes Solo für Anton – Herbert Rosendorfer
- Ich hörte die Eule, sie rief meinen Namen – Margaret Craven
- Der Keller. Eine Entziehung – Thomas Bernhard
- Kindheitsmuster – Christa Wolf
- König Artus und die Heldentaten der Ritter seiner Tafelrunde – John Steinbeck
- Midnight Line – Thomas Savage
- Eine Nacht (dt. Erstausgabe) – Wassil Bykau
- Planet der Habenichtse (dt. Erstausgabe) – Ursula K. Le Guin
- Der Polizistenmörder (dt. Erstausgabe) – Maj Sjöwall und Per Wahlöö
- Schlaf in der Sonne (dt. Erstausgabe) – Adolfo Bioy Casares
- Der Schnupfen – Stanisław Lem
- Schwarze Nebel – Michael Crichton
- Der verwandelte Wald (Sachbuch für Kinder) – Rainer Sacher
- Zeitmaschinen gehen anders (dt. Erstausgabe) – David Gerrold

## Geboren
- 01. Januar: Nguyen Ngoc Tu, vietnamesische Schriftstellerin
- 18. Januar: Tamara Bach, deutsche Schriftstellerin
- 19. Februar: Maxime Chattam, französischer Schriftsteller
- 24. Februar: Yuval Noah Harari, israelischer Historiker
- 20. März: Jens Petersen, deutscher Schriftsteller und Arzt
- 15. April: Aare Pilv, estnischer Literaturwissenschaftler und Schriftsteller
- 16. April: Eimear McBride, britische Schriftstellerin
- 07. Mai: Nikola Huppertz, deutsche Kinder- und Jugendbuchautorin
- 29. Mai: Hakan Günday, türkischer Schriftsteller
- 31. Mai: Douglas Stuart, schottisch-amerikanischer Schriftsteller
- 05. Juni: Thorsten Nagelschmidt, deutscher Musiker und Schriftsteller
- 28. Juni: Gaea Schoeters, belgische Schriftstellerin und Übersetzerin
- 02. Juli: Ahmad Mansour, deutscher Psychologe und Autor
- 03. Juli: Jana Hensel, deutsche Autorin
- 30. Juli: Zukiswa Wanner, südafrikanische Schriftstellerin
- 30. Juli: Yvonne Zitzmann, deutsche Schriftstellerin und Übersetzerin
- 29. August: Mieko Kawakami, japanische Schriftstellerin
- 05. September: Daniela Danz, deutsche Schriftstellerin, Lyrikerin und Essayistin
- 11. Oktober: Sandra Gugić, österreichische Schriftstellerin
- 19. Oktober: Monica Isakstuen, norwegische Schriftstellerin
- 22. Oktober: Jonas Lüscher, Schweizer Schriftsteller und Essayist
- 29. Oktober: Fridolin Schley, deutscher Schriftsteller und Essayist
- 17. November: Miguel Syjuco, philippinischer Autor

### Genaues Datum unbekannt
- Mansura Eseddin, ägyptische Journalistin und Schriftstellerin
- Sven Haupt, deutscher Science-Fiction-Schriftsteller
- Mely Kiyak, deutsche Schriftstellerin, Journalistin und Kolumnistin
- Peggy Mädler, deutsche Schriftstellerin
- Steve Mosby, britischer Kriminalschriftsteller

## Gestorben
- 12. Januar: Agatha Christie, britische Schriftstellerin
- 22. Januar: Charles Reznikoff, US-amerikanischer Dichter und Schriftsteller
- 29. Januar: Reinhard Federmann, österreichischer Schriftsteller und Übersetzer
- 29. Februar: Paul Schallück, deutscher Schriftsteller
- 7. März: Tove Ditlevsen, dänische Schriftstellerin
- 13. März: Max Tau, deutscher Schriftsteller, Lektor und Verleger
- 14. März: Martha Saalfeld, deutsche Dichterin und Schriftstellerin
- 24. März: Ernest Shepard, britischer Illustrator
- 09. April: Phil Ochs, US-amerikanischer Songwriter
- 10. April: Ramón Otero Pedrayo, spanisch-galicischer Schriftsteller
- 17. April: Soma Morgenstern, österreichischer Schriftsteller
- 28. April: Richard Hughes, britischer Schriftsteller und Hörspielautor
- 28. April: Eugen Roth, deutscher Dichter
- 09. Mai: Jens Bjørneboe, norwegischer Schriftsteller, Dramatiker und Essayist
- 09. Mai: Ulrike Meinhof, deutsche Featureautorin und Essayistin
- 26. Mai: Martin Heidegger, deutscher Philosoph
- 02. Juni: Fred von Hoerschelmann, deutscher Schriftsteller und Hörspielautor
- 09. Juni: Gerd Gaiser, deutscher Schriftsteller
- 03. Juli: Alexander Lernet-Holenia, österreichischer Schriftsteller
- 04. Juli: Antoni Słonimski, polnischer Dichter
- 15. Juli: Paul Gallico, US-amerikanischer Schriftsteller
- 30. Juli: Rudolf Bultmann, deutscher Theologe und Autor
- 09. August: José Lezama Lima, kubanischer Dichter und Schriftsteller
- 14. August: Werner Bräunig, deutscher Schriftsteller
- 25. August: Eyvind Johnson, schwedischer Schriftsteller und Nobelpreisträger
- 28. August: Werner Krauss, deutscher Romanist
- 21. September: Emmanuel Berl, französischer Journalist, Erzähler und Essayist
- 11. Oktober: Mario Szenessy, deutschsprachiger Schriftsteller und Literaturkritiker
- 12. Oktober: Hertha Koenig, deutsche Dichterin und Schriftstellerin
- 25. Oktober: Raymond Queneau, französischer Dichter und Schriftsteller
- 06. November: Václav Čtvrtek, tschechischer Schriftsteller
- 23. November: André Malraux, französischer Schriftsteller und Politiker
- 27. November: Herbert Kaufmann, deutscher Völkerkundler und Schriftsteller